# أو بي إم إل
OPML وهي الحروف الأولى من الجملة (بالإنجليزية: Outline Processor Markup Language) وهي تعتبر صيغة مختصرة مبنية من لغة الترميز القابلة للامتداد، تسمح بتبادل البيانات بشكل منظم ومختصر بين التطبيقات العاملة على أنظمة تشغيل وبيئات مختلفة.

أيقونة ملف OPML

عدد من البرامج والخدمات تدعم OPML منها موزيلا ثندربرد وقارىء جوجل و الكثير من برامج ومواقع قراءة آر إس إس بإمكانها إستيراد أو تصدير ملفات OPML للمشتركين.

## روابط خارجية
- OPML 1.0 Specification
- OPML 2.0 Specification
- OPML Editor app
- OPML Icon Files